# Ръсел Уестбрук
Ръсел Уестбрук (на английски: Russell Westbrook) е американски професионален баскетболист, играещ за отбора на Лос Анджелис Клипърс. Девет пъти е избиран в отбора на звездите на НБА и два пъти е избиран за най-ценен играч (MVP) в мача на звездите на НБА – през 2015 и 2016 година.
Уестбруук започва кариерата си в колежанския баскетболен отбор на Калифорнийския университет – UCLA Bruins. Избран е да участва в НБА като четвърти избор в драфта от отбора на Сиатъл Суперсоникс през 2008 година. Суперсоникс се превръща в Оклахома Сити Тъндър шест дни по-късно и Уестбруук е играл единствено за Тъндър.
Уестбруук играе и за националния отбор по баскетбол на САЩ, с който печели златен медал от световното първенство през 2010 година и златен медал от олимпийските игри през 2012 година в Лондон.
Уестбруук и най-добрият му приятел от детството Келси Барс III са имали обща мечта да играят заедно за UCLA Bears. През май 2004 г. Барс умира от сърдечен проблем по време на селекционен мач.